# 詩格洛絲
詩格洛絲（發音：[ˈsɪːɣʏrous] ⓘ）是一個來自冰島的後搖滾樂團，他們的音樂摻揉著優美旋律、古典、實驗等元素。乐队尤以飘渺空灵的音效及主唱独特的假声而著名。

## 成員
- 约恩·索尔·“约恩西”·比尔吉松（Jón Þór "Jónsi" Birgisson）：主唱、吉他、電吉他、電子琴、口琴
- 格奥尔格·“戈吉”·霍尔姆（Georg "Goggi" Hólm）：貝斯、鐘琴
- 奥里·保德尔·迪拉松（Orri Páll Dýrason）：鼓、電子琴（1999年迄今）

### 過去成員
- 基亚尔坦·“基亚里”·斯文松（Kjartan “Kjarri” Sveinsson）：合成器、電子琴、鋼琴、電風琴、吉他、笛、錫管笛、雙簧管、班卓琴 (1998 年至2013 年)
- 奥古斯特·艾瓦尔·贡纳松（Ágúst Ævar Gunnarsson）：鼓 (1994 年至 1999 年)

## 唱片歷程

### 1997-1998年：《Von》與《Von brigði》
雍·索爾·「雍希」·勃吉森（吉他手兼主唱）、吉歐格·霍姆（貝斯手）與阿古斯特·艾瓦·古納松（鼓手）三人於1994年8月在雷克雅維克正式成立「席格洛斯」（Sigur Rós）樂團。團名是由主唱雍希的妹妹的名字「Sigurrós」借取而來，她的生日也跟樂團成立日為同一天。席格洛斯在成立之後受到當地音樂廠牌 Bad Taste 的青睞，在 1997 年發行他們的首張專輯《Von》（希望）、1998 年也發行了一張重新混音的選集《Von brigði》。1998 年同年新增了鍵盤手查丹·史文森（Kjartan Sveinsson），他也是席格洛斯裡唯一受過專業音樂訓練的一員，在之後的專輯的樂器編排、管絃樂部份貢獻良多。

### 1999年：《Ágætis byrjun》
而席格洛斯真正獲得國際性的成功是在 1999 年發行《Ágætis byrjun》（一個美好的開始） 之後 。《Ágætis byrjun》的高度評價在發行隨後兩年逐漸靠著口耳相傳而傳開。很快的，國際上的眾樂評家把《Ágætis byrjun》列為是當時的最佳專輯之一。在電影香草天空裡也採用了三首歌曲作為配樂，分別各是〈Ágætis byrjun〉、〈Svefn-g-englar〉、與一首未發行的單曲〈Njósnavélin〉(發行時更名為〈Untitled #4〉)。隨後許多電視節目、電視影集與電影也都相繼採用席格洛斯的歌曲作為配樂。此時雍希特殊演奏電吉他的方式也受到注意。他使用演奏大提琴時使用的琴弓來演奏電吉他，能創造餘音強烈的尾音，呈現出一種與原本電吉他完全不同的音色。

### 2002年：《( )》
在進行完 《Ágætis byrjun》的錄音後，鼓手阿古斯特正式離團，由現在的鼓手歐里·鮑爾·迪拉松取代。2002 年，席格洛斯在眾所期盼下發行了《( )》專輯。特別的是，專輯裡頭全部的曲名都是 Untitled（未命名），但隨後在官方網站上釋出了真正的曲名。整張《( )》的歌曲都是使用 Vonlenska（或稱為 Hopelandic）所演唱的。Vonlenska 並非世界上的任何一種語言，而是主唱根據冰島文的發音所自創出的新語言。因此 Vonlenska 也沒有所謂的文法或任限制。2004年3月席格洛斯發行《Ba Ba Ti Ki Di Do》。而席格洛斯的首張專輯也重新在 2004年10月重新發行美國版與英國版。

### 2005年：《感謝》

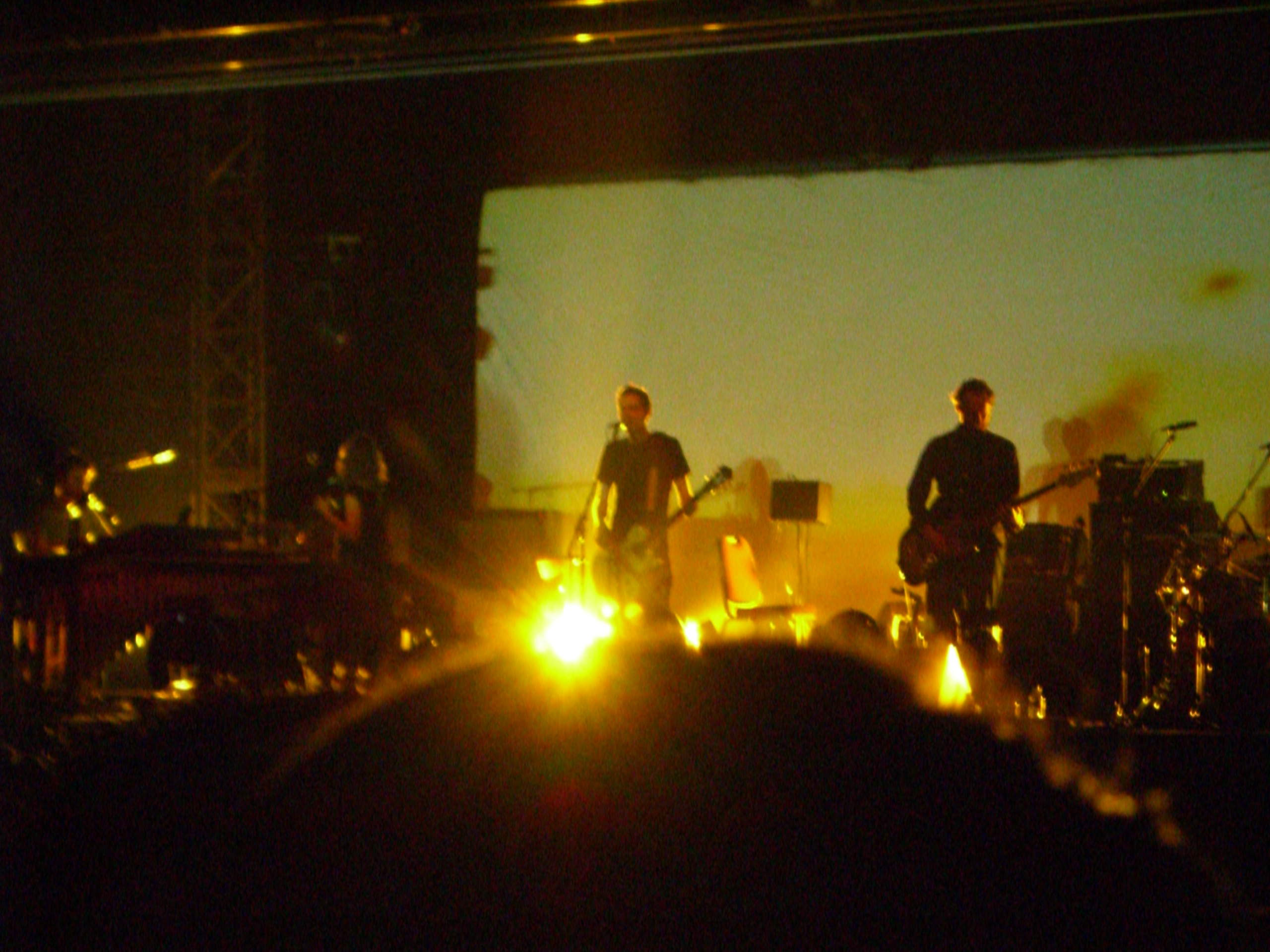
席格洛斯，香港，2006

第四張專輯《感謝》在2005年9月正式發行。同年10月發行第二張單曲 《Hoppípolla》（原為《感謝》專輯中的一曲），單曲裡也收錄了首張專輯裡的《Hafsól》重新錄製版本。2006年6月，單曲《Sæglópur》發行，原定 5 月發行的《Sæglópur》因為多錄製了三首新曲《Refur》、《Ó Fridur》與《Kafari》而延至6月發行。同時席格洛斯也完成了他們的巡迴演出，歷經美國、歐洲、加拿大、澳洲、紐西蘭、香港與日本多處。隨後同年七、八月席格洛斯回到家鄉冰島舉辦了一系列的戶外不收費巡迴演唱會，此次巡迴後來收錄在2007年發行的紀錄片電影《Heima》裡。

### 2007年：《聽風的歌》與《看不見的‧家鄉》

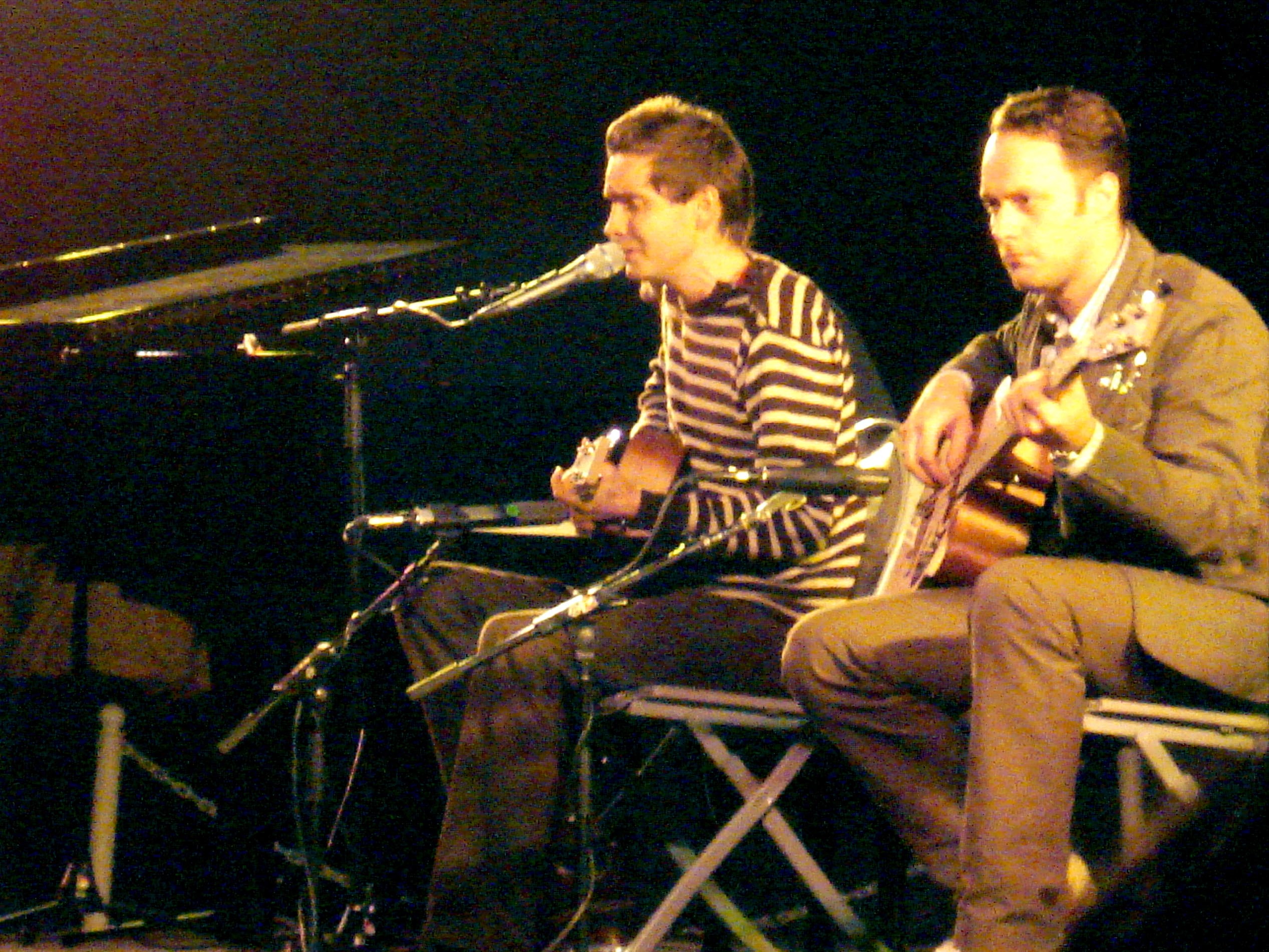
在UCLA

2007年8月，紀錄片《Hlemmur》發行了限量的 DVD+CD 版本的原聲帶，《Hlemmur》裡的音樂皆為席格洛斯所創作。2007年11月9日，專輯《Hvarf-Heim》發行。《Hvarf-Heim》為一張雙 CD 專輯，《Hvarf》收錄了曾經在現場表演時演唱過的但尚未發行新歌以及幾首舊曲。而《Heim》則收錄了幾首他們最受歡迎的歌曲的 Acoustic 版本。同日也發行了 《Heima》，為前一年夏天席格洛斯在家鄉冰島的現場演出紀實，其中也穿插了幾段團員的親身訪談。為了宣傳《Heima》，也舉辦了一系列的世界巡迴。此外，就在《Hvarf-Heim》發行前不久，10月29日也發行了單曲《Hljómalind》。

### 2008年：《殘響》
世上的人們都一樣，盼望能尋見穿透寂寞心房的絕世歌曲，很幸運地，我們擁有冰島樂團「席格若斯」。他們悠遊地穿越了流行、另類、搖滾音樂，沒有語言隔閡，如精靈語般的冰島文字與音符繼承了他們祖先的海盜基因，盡情地佔領掠奪全球樂迷的夢境。
自那跨世紀的後搖滾經典代表作《Agatis Byrjun》問世後，當年與他們並列後搖天團的「Godspeed You! Black Emperor」已悄然消聲，留給席格若斯敞大舞台表演。席格若斯維持三年出一張全新專輯的速度，這回更是藉世界巡演之故，順道完成錄音工程，也是該團首次離開雷克雅維克錄音的專輯。從紐約的Sear sound studios、倫敦的Assault and Battery studios及Abbey road錄音室、古巴的哈瓦那，繞了世界半圈後，再回家鄉雷克雅維克的Alafoss錄音。吸取了異鄉流浪感，讓這張專輯產生了幾分新鮮感。
首曲主打歌〈Gobbledigook〉放送著暴雨將至的猛拍狂擊，儼然拋下席格若斯擅長的冰冷派音樂，搭上由杜可風擔任攝影的MV影像，畫面中全裸的男女們盡情奔跑用力嬉鬧，徹底呼應專輯原名概念。次曲〈Inni mer syngur vitleysingur〉一樣輕盈，猶如軍樂曲般地高亢激昂拍奏，配上豐沛的管絃樂編制，是專輯中最大器的曲子。
正當樂迷擔心席格若斯這次新專輯怎這麼不像過去專輯時，第三曲〈Goean daginn〉前奏一落，隨即讓樂迷溫習起他們最擅長的慢板溫柔情歌。第五首〈Festival〉是專輯中最長的曲子，長達九分鐘，讓他們表演了後搖滾範體，如詩篇的華麗與憂鬱並具。
該曲前半段寂靜如子夜星辰，過了4分40秒後才放送鼓點，一波又一波地堆砌激情，但他們沒忘了節制的美感，只在最後一分半瘋狂加速，從吉他到小號全以高分貝放送。〈Festival〉可視為專輯的分水嶺，上半場多半以快板歌曲為主，下半場後面六首歌則偏昔日丰采，以憂愁系慢板歌曲為主，曲曲瑰麗首首寂寞。經歷十年多來的時間洗禮，席格若斯能在這張專輯更上一層樓，更讓人驚嘆冰島音樂的旺盛創作性。
曲目
01Gobbledigook
02Inni mer syngur vitleysingur
03Gooan daginn
04Vio spilum endalaust
05Festival
06Meo suo i eyrum
07Ara batur
08Illgresi
09Fljotavik
10Straumnes
11All alright

### 2011年：《謎之音》
《Inni》是席格洛斯在2011年的現場錄音專輯及現場影片，臺灣由華納唱片於2011年12月23日代理發行，並將中文專輯名稱翻譯成「謎之音」。演唱會影片的導演是 Vincent Morisset，整部片是2008年在Alexandra Palace拍攝的。全球發行日為2011年11月7日，並提供黑膠、DVD、藍光和CD版本。
這張現場錄音專輯包含了席格洛斯的許多以前的歌曲，但比較多為上一張專輯《殘響》，其中兩首歌曲開放在席格洛斯的官方網站上免費下載：《Ný Batterí》和《Festival》；《E-Bow》則是預購的時候附贈下載的單曲。

### 2012年：《壓解》
《壓解》是席格洛斯的第六張錄音室專輯，於5月23在日本發行，其他國家則為5月28日或29日發行，臺灣由金牌大風於6月8日代理發行，並將專輯中文名稱翻譯為「壓解」。

## 作品列表

### 專輯
- 1997年: Von
- 1998年: Von brigði
- 1999年: Ágætis byrjun
- 2002年: ( )
- 2005年: 由衷感謝
- 2007年: 看不見的‧家鄉
- 2008年: 殘響
- 2011年: 謎之音
- 2012年: 壓解
- 2013年: Kveikur
- 2023年: Átta

### 單曲
- Svefn-g-englar (1999; from Ágætis byrjun)
- Ný batterí (2000; from Ágætis byrjun)
- Rímur (2001)
- Untitled #1 (A.K.A. Vaka) (2002; from ( ))
- Ba Ba Ti Ki Di Do (2004)
- Hoppípolla (2005; from Takk...)
- Glósóli (2005; from Takk...)
- Sæglópur (2005/2006; from Takk...)
- Hljómalind (2007; from Hvarf)
- Óveður (2016)

### 其他作品
- Smekkleysa í hálfa öld (1994)
- Popp í Reykjavík (album) (1998)
- Popp í Reykjavík (film) (1998)
- Englar alheimsins [Angels of the Universe] (film & album) (2000)
- Hlemmur Soundtrack (2002)
- Hrafnagaldur Óðins (2002)
- The Loch Ness Kelpie Soundtrack (2004)

### 音樂錄影帶
- Svefn-g-englar (2000)
- Viðrar vel til loftárása (2001)
- Untitled #1 (2003)
- Glósóli (2005)
- Hoppípolla (2005)
- Sæglópur (2006)

### 電影
- 2007年: 聽風的歌
- 2011年: 謎之音

## 外部連結
- 席格若斯官方網站 （页面存档备份，存于）
- 席格若斯的推特 （页面存档备份，存于）
- 席格若斯的 MySpace （页面存档备份，存于）
- 席格若斯的 SoundCloud （页面存档备份，存于）
- 席格若斯的 Tumblr （页面存档备份，存于）